# 페로 제도 축구 협회
페로 제도 축구 협회(페로어: Fótbóltssamband Føroya; 덴마크어: Færøernes fodboldforbund, FSF)은 페로 제도의 축구 협회로써 토르스하운에 본부를 두고 있다. 연맹은 연령별 남자 국가대표팀과 여자 국가대표팀 및 페로 제도 프리미어리그 등 각종 국내 리그 및 대회를 운영하고 있다.

## 역사
페로 제도에서는 19세기 후반부터 본격적으로 조직화된 축구 운영을 시작했다. 최초의 페로 제도 축구 리그인 챔피언스 디비전(Meistaradeildin)이 1942년에 열렸다. 1942년부터 1978년까지 모든 페로 제도 축구는 ÍSF(페로 제도 스포츠 협회)에 의해 운영되었다. 1979년 1월 13일, 페로 제도 축구 협회가 최초로 설립되었다. 처음에는 페로 제도 축구 조직과 협력했으며, 1985년에 최초의 페로 제도 여자 축구 리그가 열렸다.
1980년대에 페로 축구 협회는 코치와 감독을 양성하기 시작했다. 처음에는 덴마크의 도움으로 이루어졌지만, 1990년대 중반부터 전적으로 페로 제도의 주관 하에 진행되었다.
1988년 7월 2일, 페로 제도는 FIFA 회원국이 되었고, 1990년 4월 18일에는 UEFA 회원국이 되었습니다. 그 이후로 페로 제도는 계속해서 국제 대회에 참가하고 있다.